# Khâm Nam
Khâm Nam (钦南区, Qīnnán Qū) Khâm Nam (chữ Hán giản thể: 钦北区, bính âm: Qīnnán Qū, âm Hán Việt: Khâm Nam khu) là một quận thuộc địa cấp thị Khâm Châu, khu tự trị dân tộc Choang Quảng Tây, Cộng hòa Nhân dân Trung Hoa. Quận Khâm Nam có diện tích 1972 km², dân số năm 2002 là 560.000 người. Về mặt hành chính, quận Khâm Nam được chia thành 4 nhai đạo và 12 hương.